# Попко, Дмитрий Евгеньевич
Дмитрий Евгеньевич Попко (род. 24 октября 1996, Санкт-Петербург) — казахстанский теннисист, до 2011 года выступавший за Россию. Победитель трёх турниров ATP Challenger (2 — в одиночном разряде) и тридцати одного турнира ITF (25 — в одиночном разряде).
С 2017 года Попко представляет Казахстан на Кубке Дэвиса, где его рекорд W/L: 4—6.

## Биография
Родился 24 октября 1996 года в Санкт-Петербурге, в России. C 2011 года выступает за Казахстан и часто проживает в Астане.
В апреле 2024 года женился на российской фигуристке Аделине Сотниковой, с которой несколько лет встречался. А ещё раньше 30 октября 2022 года у пары родился сын Адриан.

## Спортивная карьера
В одиночном разряде завоевал в общей сложности один титул серии «челленджер» (в 2021 году) и 25 титулов серии ITF «фьючерс» по состоянию на апрель 2024 года, большинство из которых: семь — в 2019 году. Его карьерный максимум в одиночном разряде — 162 место последовал в октябре 2021 года.
В парном разряде он выиграл в общей сложности один титул серии «челленджер» (в 2022 году) и 6 титулов серии ITF «фьючерс» по состоянию на апрель 2024 года. Его карьерный максимум в парном разряде — 304 место последовал в мае 2017 года.
С 2017 года Попко представляет Казахстан на Кубке Дэвиса, где его рекорд W/L: 4—6. И где он победил китайского теннисиста Чжан Цзэ в своём первом матче.
В 2016 и в 2020—2022 годах Попко участвовал в квалификациях всех четырёх турниров Большого шлема.

### 2020—2021
В октябре 2020 года, в Нур-Султане (Казахстан) получил уайлд-кард и впервые выступил в мировом туре ATP на турнире «Открытый чемпионат Нур-Султана», где в первом раунде соревнований проиграл молдаванину Раду Алботу со счётом: 6-4, 4-6, 4-6.
И в сентябре 2021 года, в Нур-Султане прошёл квалификацию: в финале квалификации победив австралийца Мэттью Эбдена, и вновь выступил в одиночном разряде на турнире серии ATP 250 «Открытый чемпионат Нур-Султана», где в первом раунде основной сетки соревнований проиграл австралийцу Джону Миллману со счётом: 6-3, 1-6, 4-6.

## Рейтинг на конец года
| Год  | Одиночный рейтинг | Парный рейтинг |
| ---- | ----------------- | -------------- |
| 2023 | 504               | 889            |
| 2022 | 333               | 362            |
| 2021 | 178               | 444            |
| 2020 | 170               | 380            |
| 2019 | 188               | 964            |
| 2018 | 521               | 1109           |
| 2017 | 226               | 512            |
| 2016 | 227               | 333            |
| 2015 | 255               | 705            |
| 2014 | 682               | 770            |